# Pachydema
Pachydema es un género de coleóptero de la familia Scarabaeidae.

## Especies
Las especies de este género son:
- Pachydema abeillei
- Pachydema adusta
- Pachydema albipilis
- Pachydema albolanosa
- Pachydema amphicomella
- Pachydema angustipalpis
- Pachydema anthracina
- Pachydema antoinei
- Pachydema ariasi
- Pachydema autumnalis
- Pachydema bertiae
- Pachydema bipartita
- Pachydema buettikeri
- Pachydema bullata
- Pachydema caesariata
- Pachydema cambeforti
- Pachydema cartereaui
- Pachydema carthaginensis
- Pachydema castanea
- Pachydema cinctipennis
- Pachydema concinna
- Pachydema confinalis
- Pachydema conica
- Pachydema curvipedes
- Pachydema decorosa
- Pachydema demoflysi
- Pachydema doriae
- Pachydema doumeti
- Pachydema doursi
- Pachydema dubitalis
- Pachydema emflusi
- Pachydema eremicola
- Pachydema fortunatorum
- Pachydema foveiceps
- Pachydema foveola
- Pachydema fuscipennis
- Pachydema getula
- Pachydema girardi
- Pachydema gomerae
- Pachydema gourvesi
- Pachydema grandipalpis
- Pachydema hirticollis
- Pachydema hontoriai
- Pachydema hornbecki
- Pachydema icositana
- Pachydema immanipalpis
- Pachydema immatura
- Pachydema integra
- Pachydema israelitica
- Pachydema jeannei
- Pachydema keithi
- Pachydema lamotteae
- Pachydema lesnei
- Pachydema lethierryi
- Pachydema lucasi
- Pachydema lucianae
- Pachydema marmottani
- Pachydema marraquensis
- Pachydema megalops
- Pachydema menieri
- Pachydema mogadorica
- Pachydema monodi
- Pachydema mozabensis
- Pachydema navatteae
- Pachydema nitidicollis
- Pachydema nocturna
- Pachydema normandi
- Pachydema obscura
- Pachydema obscurata
- Pachydema obscurella
- Pachydema oraniensis
- Pachydema oromii
- Pachydema otini
- Pachydema palposa
- Pachydema peltastes
- Pachydema peyerimhoffi
- Pachydema phylloperthoides
- Pachydema pilosa
- Pachydema rebellis
- Pachydema rubripennis
- Pachydema rungsi
- Pachydema sancta
- Pachydema schrammi
- Pachydema sicardi
- Pachydema sinaitica
- Pachydema succidua
- Pachydema suspiciosa
- Pachydema tarsalis
- Pachydema thysdritana
- Pachydema tinerfensis
- Pachydema unicolor
- Pachydema wagneri
- Pachydema valdani
- Pachydema veneriata
- Pachydema vestita
- Pachydema volaki
- Pachydema wollastoni
- Pachydema xanthochroa
- Pachydema zohra